# Bergheim (Észak-Rajna-Vesztfália)
Bergheim település Németországban, azon belül Észak-Rajna-Vesztfália tartományban. Lakosainak száma 62 172 fő (2023. december 31.).

## Népesség
A település népességének változása:
| Lakosok száma | 50 272 | 60 390 | 61 099 | 61 612 | 61 807 | 62 376 | 62 172 |
|               | 1975   | 2015   | 2017   | 2019   | 2021   | 2022   | 2023   |